# 韦策
韦策（德語：Weeze，發音：[ˈveːtsə]）是德国北莱茵-威斯特法伦州杜塞尔多夫行政区克莱沃县的市镇，西南与荷兰接壤，面积79.49平方千米，2023年12月31日人口为11,563人。韦策机场位于韦策。